# 叔孫僑如
叔孫 僑如／叔孫 喬如（しゅくそん きょうじょ、生没年不詳）は、春秋時代の魯の政治家。三桓氏（魯の公族）のひとつである叔孫氏の第4代当主。姓は姫、氏は叔孫、諱は僑如（喬如とも記される）、諡は宣。叔孫得臣（叔孫荘叔）の長男で、叔孫豹（叔孫穆子）の兄。斉の景公の外祖父。叔孫宣伯と呼ばれる。

## 生涯
叔孫僑如は誕生の際、紀元前616年に魯に攻め込んできた狄の君主の僑如を、父の叔孫得臣が討ち取った功績を明らかにするために、その名を与えられた。
紀元前589年に起きた鞍の戦いにて、晋軍や衛軍と共に斉を打ち破るなど、武勇の誉れを見せるが、その一方で、紀元前578年に周の簡王からの褒章目当てに訪朝してその意図を見破られたり、あるいは成公の母の穆姜と密通したりと、横暴かつ豪放な振る舞いも目立っていた。
紀元前575年、穆姜の意向を受けた叔孫僑如は、宋で会合中の政敵の季孫行父（季文子）を陥れようと、晋の新軍の将の郤犨（苦成叔）に賄賂を贈ってその処罰を依頼するが、その意図を見抜いた次卿・中軍の佐の士燮（范文子）の計らいで季孫行父が帰国したことで陰謀が発覚し、叔孫僑如は魯を追放され、斉へと亡命する。
斉において叔孫僑如は、先に魯を飛び出し斉に仕官していた弟の叔孫豹と再会する。そして、そこでも斉の霊公の母の声孟子（頃公夫人）に気に入られ、その肝いりで娘を霊公に娶わせたり、卿の地位を約束されるが、叔孫僑如はかつての魯での失敗を省みて、今度は衛に亡命し、かの地でも卿として重んじられた。
死後、「宣」を諡され、叔孫宣伯と呼ばれる。霊公に嫁いだ娘は穆孟姫と呼ばれ、生んだ子供が斉公（景公）となった事で斉公室に隠然たる勢力を持つようになり、父親の叔孫僑如は景公の外祖父として歴史に名を残すのである。